# Guarding Tess
Guarding Tess is een Amerikaanse filmkomedie uit 1994 onder regie van Hugh Wilson.

## Verhaal
Bodyguard Doug Chesnic (Nicolas Cage) krijgt opdracht Tess Carlisle (Shirley MacLaine) te gaan bewaken. Zij is de weduwe van de vermoorde president van Amerika. Terwijl hij zijn werk bloedserieus neemt, haalt zij hem het bloed onder de nagels vandaan. Zij ziet Chesnic namelijk meer als golfcaddy en boodschappenjongen dan als beveiliger.

## Rolverdeling
| Acteur            | Personage           |
| ----------------- | ------------------- |
| Nicolas Cage      | Doug Chesnic        |
| Shirley MacLaine  | Tess Carlisle       |
| Austin Pendleton  | Earl Fowler         |
| Edward Albert     | Barry Carlisle      |
| James Rebhorn     | Howard Schaeffer    |
| Richard Griffiths | Frederick           |
| John Roselius     | Tom Bahlor          |
| David Graf        | Lee Danielson       |
| Don Yesso         | Ralph Buoncristiani |
| James Lally       | Joe Spector         |
| Brant von Hoffman | Bob Hutcherson      |
| Harry Lennix      | Kenny Young         |
| Susan Blommaert   | Kimberly Cannon     |
| Dale Dye          | Charles Ivy         |
| James Handy       | Neal Carlo          |
| Stephen S. Chen   | Jimmy               |
| Katie O'Hare      | Barbara             |
| Mark Conway       | Caleb Harrison      |
| David L. King     | Derrick Hastings    |
| Kelly Williams    | Mr. Porter          |
| George Gomes      | James Carlisle      |
| Matilde Valera    | Yvonne Hernandez    |